# 中原
中原是漢族傳统地域概念，是指以中國河南省为核心延及黄河中下游的广大地区，这一地区是華夏文明的发源地之一，又名河洛、中土、中州，後被視為天下中心。在中國古代的地緣思想中，起源於中原的華夏文明是世界的中心，而華夏文化之外的人群被稱為「化外之民」或者「四夷」。古人常将“中国”、“中土”、“中州”用作中原的同义语。
古代文化比较先进的華夏部落居於黄河中游及下游流域地区，自称「中国」，以别于四夷部落。古代中原地區以洛陽為中心，包括豫州全境及冀州南部。
现代一般使用中原地区称谓，狹義上即是指河南省，以中原官话为母语的地区 ；广义上則包括“黄河中下游流域地区”，以河南省为中心，包括河北省、山西省、山东省、陝西省、北京市、天津市等四省两市全部以及安徽省北部、江苏省西北部等周圍地區。
除了上述狹義「中原」，東至黃海、北至燕山–戈壁沙漠、南至长江、西至流沙的地域，都屬於廣義上的「中原」。

## 范围

四夷表示圖

中原又称中土、中州、中国、华夏，是指洛阳至开封一带为中心的黄河中下游流域地区。狭义上指今天的河南省。在不同的语境和时代下，中原的概念经常延伸，用来泛指不同的区域。如黄河下游属于海岱地区的山东也经常被中原概念囊括。春秋战国时楚国和蜀國并不属于中原地区，但相对于更为遥远的越国燕国等，亦被视作中原和中国。中原可以作为地理概念，也可以作为历史概念及文化概念。中原可以涵盖黄河流域中下游地区，如關中平原，也可以包括长江、淮河流域，有时甚至可以包括整个华北地区，乃至整个汉地九州。中原与中国一样都是泛化的概念，但最早都仅指河南西北部，陕西东部和山西晋中晋南一带。

## 地理
狹義上的中原地域，北有太行、霍山、呂梁山、太原盆地、臨汾盆地、上黨高地；南有伏牛、熊耳、外方、桐柏、大别诸山环抱；中部有嵩山及河洛盆地；东部沃野千里，是一望无际的黄淮平原，直達泰沂山脈西麓；西有華山，直達渭河平原。被誉为中华民族摇篮之一的黄河自西向东，穿境而过。淮河水系和海河水系的主流以及长江水系的支流丹江也流经中原。中原自古为咽喉要地，被视为“中国之处而天下之枢”。
中原地区广袤的平原是古代黄河河水冲积的泥沙堆积而成。这里冬季虽受蒙古高压的影响，常刮西北季风，天气干燥少雨。但到夏季又受太平洋高气压影响，从太平洋刮来的东南季风，带来了温热湿润的空气，在一定程度上弥补了赤道西北风逐渐南移形成的不良影响。

## 政治上
中原可以指中國統治政權及中國統治政權的國疆，不再挶限傳統中原範圍和傳統漢地範圍，例如中國東北地區也可以歸類為中原，成語逐鹿中原和問鼎中原的中原，即指中國統治政權及中國統治政權的國疆。

## 文化意義
文化意义上的中原，表示中華文化的象徵，是正統中華文化的代名詞。作為中華文明及漢族文化的發祥地之一，中原也是漢族文化的象徵源頭。
歷史上，從文化意義的角度，東晉時衣冠南渡，京師自洛陽遷都金陵因而南北朝時被視為文化中心的江南被稱爲“文化中原”。這與華夏部落起源於中原有關，古代華夏部落通過與周邊部落融合形成後世中國　主體民族漢族。事实上，由秦朝至北宋定都於漢族地區境內的各個政權（即中原王朝），除蒙古族蒙古帝國（後更名為“大元大蒙古兀魯思”）及滿族清朝外，其他曾經入主漢族地區的民族如匈奴、鮮卑等族均完全同化於汉文化之中。
自女真族占據漢地北部迫使宋室南渡，宋高宗定都杭州后，女真族金國於1153年將首都從上京遷至位於漢地的金中都、蒙古薛禪汗忽必烈於1267年將蒙古帝國的首都從哈剌和林遷至位於漢地的元大都。1421年，漢族明成祖正式將首都從漢地南部的南京遷都至漢地北部北京城，以北京周邊作為核心，中國政治中心從此移至华北。

### 文獻記載的「中原」例子
- 重耳：「晉楚治兵，遇於中原，其辟君三舍」[9]。
- 諸葛亮：「今南方已定，兵甲已足，當獎率三軍，北定中原。」[10]
- 晉書地理志：「自中原亂離，遺黎南渡。」[11]
- 東晉時，江南童謠曰：「元帝鳩集遺餘，以主社稷，未能克復中原，但偏王江南。」[12]
- 張浚進言：「奏遣岳飛屯荊、襄以圖中原。」[13]
- 洪武本紀：「中原大亂，太祖故得次第略定江表。」 [14]
- 黃池之會，「吳彊，陵中國（中原）」[15]。
- 越王無彊「北伐齊，西伐楚，與中國（中原諸侯）爭彊」[16]。
- 范睢：「今夫韓、魏，中國（中原）之處而天下之樞也。」[17]
- 黃歇：「王破楚於以肥韓、魏於中國（中原）而勁齊，韓、魏之強足以校於秦矣。」[18]
- 陳亮：「荊、襄之地...可以爭衡於中國（中原）矣」[19]。
- 清·文康《儿女英雄传·缘起首回》：“暴秦无道，群雄并起，逐鹿中原。”[20]

## 其他含义
中原一词从现存文献最早可见于《诗经》，如《小雅·南有嘉鱼之什·吉日》：“瞻彼中原，其祁孔有”；《小雅·节南山之什·小宛》：“中原有菽，庶民采之”； 西汉司马相如 《喻巴蜀檄》：“肝脑涂中原，膏液润野草”。但这些中原并非是指中原地區，而是“平原、原野”的意思。